# エタネルセプト
エタネルセプト（Etanercept）とは、分子標的治療薬の一つで関節リウマチなどの膠原病・自己免疫疾患の治療薬である。可溶性炎症性サイトカインの一つである腫瘍壊死因子（TNF）に結合して作用を阻害する。商品名エンブレル。日本で関節リウマチ、若年性関節リウマチの治療薬として承認されているほか、海外では乾癬性関節炎、尋常性乾癬、強直性脊椎炎の治療にも用いられる。TNF-αは多くの臓器での炎症（免疫）反応で常連のサイトカインである。自己免疫疾患は免疫反応の過剰活性化が原因であり、エタネルセプトはTNF-αを阻害してこれらの疾患を治療できる。
エタネルセプトは組み換え遺伝子から合成された融合蛋白質である。TNF受容体と免疫グロブリンIgG1の定常部位から構成されている。最初にTNF-αと結合する可溶性TNF受容体2のヒトでの遺伝子配列が特定され、次にIgG1末端のFc領域の遺伝子配列が決定された。次いで両遺伝子が結合され、それを翻訳して生成した融合蛋白質がエタネルセプトであり、TNF受容体2とIgG1 Fc領域の機能を保持している。最初にプロトタイプの融合蛋白質が合成されたのは1990年代前半で、in vivoでの抗TNF活性が非常に高く、安定性も極めて高かった。その蛋白質に関する特許が取得され、2002年に製薬企業に売却された。
エタネルセプトは分子量150kDaの大きな蛋白質で、過剰なTNF-αが関与すると思われる自己免疫疾患―強直性脊椎炎や若年性関節リウマチ、関節リウマチ等―でTNF-αに結合してその働きを奪い、炎症を抑制する。

## 効能・効果
日本においては、関節リウマチ、若年性特発性関節炎を適応症としている。同じカテゴリーであるインフリキシマブとは異なり、メトトレキセートとの併用は必ずしも必要とはされていない。
米国での適応は、中等度〜重度の関節リウマチ、中等度〜重度の若年性特発性関節炎、乾癬性関節炎、強直性脊椎炎、中等度〜重度の乾癬である。

## 副作用
免疫抑制剤であるため、特に結核等の感染症のリスクが高まる。
- B型肝炎... 活動性のあるものはもちろん、健常キャリアも再燃することがある。
- C型肝炎... B型肝炎同様に、増悪・再燃がみられることがある。
- 肺炎・気管支炎
- 結核... 最も留意すべき疾患である。エタネルセプトによる加療前にQFT検査等で検査をすることが奨められている。

重大な副作用として、
- 敗血症(0.2%)、肺炎（ニューモシスティス肺炎を含む）(1.5%)、真菌感染症(0.2%)等の日和見感染症(2.6%)、結核（0.1%未満）、
- 重篤なアレルギー反応（血管浮腫、アナフィラキシー、気管支痙攣、蕁麻疹等）（0.5%）、
- 重篤な血液障害（再生不良性貧血（時に致命的）、汎血球減少（時に致命的）、白血球減少、好中球減少、血小板減少、貧血、血球貪食症候群）(0.9%)、
- 脱髄疾患（多発性硬化症、視神経炎、横断性脊髄炎、ギラン・バレー症候群等）、間質性肺炎(0.7%)、抗dsDNA抗体の陽性化を伴うループス様症候群（0.1%未満）、肝機能障害(3.1%)、急性腎不全(0.1%)、ネフローゼ症候群（0.1%未満）、心不全（0.1%未満） 、
- 中毒性表皮壊死融解症（Toxic Epidermal Necrolysis：TEN）、皮膚粘膜眼症候群（Stevens-Johnson症候群）（0.1%未満）、多形紅斑（0.1%未満）、
- 抗好中球細胞質抗体(ANCA)陽性血管炎

が添付文書に記載されている。
2008年5月、米国ではエタネルセプトが関係する重篤な感染症の発生が相次ぎ、食品医薬品局から添付文書への黒枠警告の設置が命じられた。潜在性結核感染症の再発や不顕性B型肝炎ウイルスの再活性化等の重篤な感染症（敗血症や死亡例を含む）がエタネルセプトの使用後に発生していた。
エタネルセプト投与後のストロンギロイデス感染症の報告がある。

## 作用機序
デコイ受容体として腫瘍壊死因子TNF-αとTNF-βの両方に結合し、TNF受容体へのシグナル伝達を阻害し、病勢を沈静化させる。
TNF-αはリンパ球とマクロファージという2種類の白血球が産生するサイトカインである。炎症部位へと白血球を遊走させ、分子レベルでの炎症応答を開始・増幅させる。エタネルセプトはその作用を遮断する事で、特に自己免疫疾患で、炎症応答を停止させる。
TNF受容体には2つの型が知られている。1つは白血球表面に固定されており、白血球がTNFに反応して他のサイトカインを放出する際にそれを経由する。もう1つは可溶性 で、TNFを不活性化し炎症反応を鈍らせる役割を持つ。さらに、TNF受容体は全ての有核細胞の表面に発現している（ヒト赤血球は核を持たないのでTNF受容体を持たない）。エタネルセプトは自然に存在する可溶性TNF受容体を模倣し、自然の受容体よりも遥かに長い血中半減期を持ち、生物学的有効性が持続する。

## 化学的特徴
ヒト可溶性TNF受容体（75kDa）とIgG1のFc領域を遺伝子組換えにより結合させたリコンビナント融合蛋白であり、二量体である。

## 開発

### 開発の経緯
エタネルセプトはTNF-αに対するモノクローナル抗体であるインフリキシマブの直ぐ後（1998年）に発売された。
エタネルセプトは二量体であり、二量体であることがエタネルセプトの有効性に必要である。初期の研究では単量体を用いていたが、充分な効果は得られなかった。

### 研究開発
エタネルセプトは多くの疾患の治療薬として研究中であり、その中には血管炎症候群が含まれるが、多発血管炎性肉芽腫症には無効であった。